# Alberto Barbera
Pour les articles homonymes, voir Barbera (homonymie).
Alberto Barbera, né en 1950 à Biella (Piémont), est un critique de cinéma et directeur artistique italien.

## Biographie
À la fin des années soixante, Alberto Barbera travaille avec l'Aiax (association italienne des amis du cinéma d'essai) de Turin, dont il devient le président de 1977 à 1989. De 1980 à 1983, il tient la rubrique de critique cinématographique du quotidien la Gazzetta del Popolo.
En 1982, il entame une longue collaboration avec le Festival Internazionale Cinema Giovani (devenu par la suite le Festival du film de Turin), dont il devient le secrétaire général, membre du comité de sélection (de 1984 à 1988), puis directeur à partir de 1989, fonction qu'il occupe jusqu'en 1998, date à laquelle il est appelé à diriger la Mostra de Venise.
Bien qu'accueillie positivement par une grande partie de la presse spécialisée ainsi que par les différents acteurs du secteur, la direction par Barbera du prestigieux festival de Venise ne reçoit pas l'aval du ministre de la culture, Giuliano Urbani, qui exige la destitution du directeur dès 2002. Le Suisse Moritz de Hadeln lui succède à la tête de la Mostra avant d'être remplacé, deux ans plus tard, par le producteur Marco Müller.
À partir de l'automne 2002, Barbera devient codirecteur de Ring !, festival de la critique de cinéma qui se déroule à Alexandrie (en Italie).
En 2004, il prend la direction du Musée national du cinéma de Turin, créé en 1941, installé sous l'immense dôme de la Mole Antonelliana.
En 2010, il fait partie du jury du Festival de Cannes 2010. Et en 2011, il redevient directeur artistique de la Mostra de Venise.

## Sources
- (it) Cet article est partiellement ou en totalité issu de l’article de Wikipédia en italien intitulé « Alberto Barbera » (voir la liste des auteurs).

## Notices d’autorité
- Notices d'autorité :   - VIAF
  - ISNI
  - BnF (données)
  - IdRef
  - LCCN
  - GND
  - Italie
  - Israël
  - NUKAT
  - WorldCat